# Stupica
Stupica – dawny zaścianek i leśniczówka. Tereny na których leżał, znajdują się obecnie na Białorusi, w obwodzie witebskim, w rejonie postawskim, w sielsowiecie Woropajewo.

## Historia
W czasach zaborów w granicach Imperium Rosyjskiego.
W dwudziestoleciu międzywojennym zaścianek i leśniczówka leżały w Polsce, w województwie wileńskim, w powiecie duniłowickim (od 1926 postawskim), w gminie Duniłowicze.
Według Powszechnego Spisu Ludności z 1921 roku zamieszkiwało:
- zaścianek  – 7 osób, wszystkie były wyznania rzymskokatolickiego i zadeklarowały polską przynależność narodową. Był tu 1 budynek mieszkalny[2]. W 1931 w 1 domu zamieszkiwało 6 osób[3].
- leśniczówkę – 8 osób, wszystkie były wyznania rzymskokatolickiego i zadeklarowały polską przynależność narodową. Był tu 1 budynek mieszkalny[2]. W 1931 w 1 domu zamieszkiwało 8 osób[3].

Miejscowość należała do parafii rzymskokatolickiej w Duniłowiczach. Podlegała pod Sąd Grodzki w Duniłowiczach i Okręgowy w Wilnie; właściwy urząd pocztowy mieścił się w Duniłowiczach.
W 1938 roku zaścianek i leśniczówka należały do gromady Oleszyno gminy Duniłowicze.